# Cuaespinós dels tepuis
El cuaespinós dels tepuis (Cranioleuca demissa) és una espècie d'ocell de la família dels furnàrids (Furnariidae).

## Hàbitat i distribució
Habita la selva pluvial del sud i sud-est de Veneçuela, oest de Guyana i l'adjacent nord del Brasil.